# 花牌绮谈
《花牌绮谈》是中国漫画家李昀RiYUN画的漫画，其中李昀RiYUN曾获得第三届台湾角川轻小说暨插画大赏插画银赏，且在日本漫画杂志发表过作品。漫画讲述的是一位男生和一位少女相遇，然后一起解决各种怪事件同时回收花牌的故事。在《天漫》上连载。